# M'Siri
M'Siri, a volte scritto anche Mziri, Msidi e Mushidi (1830 – 20 dicembre 1891), fondatore e sovrano del regno di Yeke.

## L'origine del potere di M'Siri

### Da Tabora al Katanga
M'Siri era un Nyamwezi, anche conosciuto come 'Yeke' o 'Bayeke', proveniente da Tabora in Tanzania ed era un mercante, come il padre Kalasa, di rame, avorio e schiavi controllato dal sultano di Zanzibar e dai suoi agenti Arabi e Swahili. La principale rotta commerciale passava da Ujiji sul Lago Tanganica e dal Lago Mweru e dal Katanga.
Intorno al 1850 M'Siri fu inviato dal padre nel Katanga per barattare avorio e rame con alcuni capi Wasanga, che erano frequentemente sotto attacco dei capi del popolo Lunda. M'Siri aveva fucili che il capi Lunda non avevano e così poté sconfiggerli facilmente ottenendo la gratitudine dei capi Wasanga. L'anno seguente M'Siri ritornò nel Katanga con un largo entourage ed ottenendo il rango di capo tribù, venendo nominato come successore. Un'altra versione della sua ascesa al potere afferma che M'Siri uccise i capi tribù, i quali pensavano che egli fosse giunto per difenderli.

### Potere militare
M'Siri comprese che il possesso dei fucili era la chiave del potere, e le ricchezze del Katanga, il rame e l'avorio, erano le risorse che tramite il commercio ne avrebbe consentito l'acquisto. Egli costituì una milizia ed iniziò a conquistare i territori vicini. Inoltre sposò una rappresentante della famiglia reale dei Luba, che lo iniziarono all'uso delle mogli come spie. Egli dipendeva dai traffici con la costa orientale per rifornirsi di fucili e polvere da sparo, i quali passavano attraverso territori nemici e perciò i rifornimenti era costosi ed incerti. Perciò decise di puntare sulla costa occidentale, inviando suo nipote Molenga presso gli Ovimbundu ed i mercanti portoghesi presso Benguela in Angola, ed un mercante chiamato Coimbra divenne il suo fornitore. Il popolo Luba aveva il controllo delle vie commerciali a nord-ovest verso la costa occidentale mentre M'Siri spostò i suoi interessi verso quelle più meridionali.
M'Siri ottenne così il potere e l'influenza che gli permisero di alleanze con altri signori della guerra come Tippu Tip, che controllava il Congo orientale dal lago Tanganica all'attuale Uganda, ed il capo Nyamwezi Mirambo che controllava il territorio tra il lago Tanganica e la costa, ed egli cercò di emularli. M'Siri raggiunse con altre tribù ed i portoghesi altri accordi potendo così commerciare con entrambe le coste.

### Fine
Interessato ai giacimenti di rame Cecil Rhodes inviò presso la corte di M'Siri Alfred Sharpe con un contratto che avrebbe posto il suo regno sotto controllo britannico. Grazie però all'intervento del missionario Charles Swan, che tradusse per il re il documento, M'Siri non siglò quello che era a tutti gli effetti un contratto capestro.
Successivamente giunsero presso la corte di M'Siri anche dei diplomatici belgi che proposero accordi simili a quelli precedentemente rifiutati. Respinte le loro proposte i belgi inviarono delle truppe, guidate dal canadese William Grant Stairs, nel regno di Yeke. Lo stesso M'Siri cadde, ucciso da Omer Bodson, un ufficiale belga, il 20 dicembre 1891.